# Notochloe microdon
Notochloe es un género monotípico de plantas herbáceas de la familia de las poáceas. Su única especie: Notochloe microdon (Benth.) Domin , es originaria de Australia.

## Descripción
Son plantas perennes con culmos que alcanzan un tamaño de 40-60 cm de largo. La lígula es una franja de pelos. La inflorescencia en una panícula abierta con espiguillas solitarias. Espiguillas fértiles pediceladas en pedúnculos filiformes.
Las espiguillas fértiles comprenden 6-12 flósculos fértiles; con flósculos disminuidos en el ápice. Espiguillas oblongas; comprimidas lateralmente; de 15-30 mm de largo; rompiendo en la madurez; desarticulándose debajo de cada flósculo fértil.  Las glumas persistentes; más cortas que la espiguilla; más delgada que la lemma fértil. 

## Taxonomía
Notochloe microdon fue descrita por (Benth.) Domin y publicado en Repertorium Specierum Novarum Regni Vegetabilis 10: 117. 1911.
Etimología
El nombre del género deriva del griego notos (sur) y chloe (hierba), refiriéndose a su hábitat en el hemisferio sur.
microdon: epíteto latíno 
Sinonimia
- Sieglingia microdon (Benth.) Kuntze
- Triodia microdon (Benth.) F.Muell.
- Triraphis microdon Benth. basónimo[3][4]